# Konwój (film 2017)
Konwój – polski thriller filmowy z 2017 roku w reżyserii Macieja Żaka. Film otrzymał Grand Prix na Zielonogórskim Festiwalu Filmu i Teatru w 2017.

## Obsada
- Robert Więckiewicz jako sierżant SW Andrzej Zawada, dowódca konwoju
- Przemysław Bluszcz jako sierżant SW Berg
- Łukasz Simlat jako kapral Maciąg, funkcjonariusz GISW
- Janusz Gajos jako Marek Nowacki, dyrektor więzienia
- Ireneusz Czop jako więzień Kulesza ps. „Nauczyciel”
- Tomasz Ziętek jako Feliks
- Agnieszka Żulewska jako Ewa, córka dyrektora Nowackiego, żona Feliksa
- Dorota Kolak jako Nowacka
- Łukasz Lewandowski jako prokurator
- Aleksander Mikołajczak jako szef SW
- Mirosław Zbrojewicz jako ksiądz
- Marek Kalita jako lekarz więzienny Fus
- Jarosław Boberek jako pielęgniarz bez palca